# From the Ashes (альбом)
From the Ashes (с англ. — «Из пепла») — седьмой студийный альбом американской панк-рок-группы Pennywise, выпущенный 9 сентября 2003 года лейблом Epitaph Records.
Альбом занял 54-е место в чарте Billboard 200 и 4-е место в чарте Top Independent Albums, став самым успешным альбомом в карьере Pennywise.

## Предыстория и запись
В июне 2001 года Pennywise выпустили свой шестой студийный альбом Land of the Free?. Группа продвигала его, участвуя в Warped Tour, гастролируя по Среднему Западу США, а также выступая в Австралии и Японии до апреля 2002 года. После этого гитарист Флетчер Дрэгг в течение трёх месяцев писал материал для их следующего альбома. В ноябре 2002 года стало известно, что они провели несколько месяцев в студии, записав 15 демо. В январе 2003 года группа начала запись своего следующего альбома; сессии продолжались до апреля 2003 года. Сессии проходили в студии Stall #2 в Редондо-Бич, штат Калифорния; Дариан Рандалл и группа продюсировали процесс. Барабанщик Байрон МакМакин сказал, что из более чем 30 потенциальных песен было записано 14. Они сделали перерыв в записи, чтобы выступить с благотворительным концертом в феврале 2003 года. Группа взяла перерыв, когда умер отец Дрэгга; в итоге альбом был сведён в июне 2003 года.

## Концепция и темы
Дрэгг сказал, что тексты песен альбома From the Ashes были написаны как реакция на альбом Land of the Free?, который вызвал негативную реакцию у некоторых из-за своего политического характера. Он объяснил, что после терактов 11 сентября «люди были немного сбиты с толку тем, о чём был „Pennywise“, потому что в этом альбоме было много антиправительственных песен, и люди чувствовали, что должны быть на стороне правительства». В результате они встретились и решили, что будут писать о том, что, по их мнению, «является правдой, о чём нужно говорить и что мы чувствуем в глубине души».
Дрэгг сказал, что название альбома «символизирует своего рода начало с чистого листа и извлечение уроков из таких важных событий, как 9/11». Он объяснил, что некоторые из «более проникновенных» текстов связаны с настроением группы после 11 сентября, и упомянул, что смерть их бывшего басиста Джейсона Тирска стала для них «довольно тяжёлым моментом». В текстах альбома также затрагивается реакция администрации Буша на теракты, а также идеологические убеждения, такие как контроль над оружием, предвзятость СМИ и злоупотребления со стороны правительства.

## Композиция и стиль
Обозреватель AllMusic Джонни Лофтус охарактеризовал звучание альбома как панк-рок и сказал, что он «заимствует что-то у NOFX из их альбома The War on Errorism, продвигая идею осведомлённости среди своих энергичных, залитых солнцем гимнов». Стейн Хокланд из Ink 19 назвал альбом скейт-панком с элементами хардкор-панка. Обозреватель Lollipop Magazine Юэн Вадхарми отнёс его к хард-року и сравнил гитарные риффы с работами Bon Jovi и Thin Lizzy. Он написал, что в песне исследуется «политический саботаж Land of the Free?» и что группа пытается «ответить на вопрос, что делать после этого».
Общее звучание From the Ashes напоминает звучание третьего студийного альбома Pennywise About Time (1995 г.), а один из рецензентов назвал его «самым зажигательным альбомом» со времён их четвёртой студийной работы Full Circle (1997 г.), с сочетанием «саб-грайндкоровых барабанов; чэггинг на гитаре для circle-pit и характерный вокал Джима Линдберга, полный бархата и яда». Ларри Гетлен из CityLink Magazine сказал, что эта музыка «на поколение отстаёт от своих хардкорных предшественников, а многие барабанные партии и гитарные соло больше похожи на метал, чем на панк».

### Песни
Альбом «From the Ashes» начинается с песни «Now I Know» в стиле скейт-панк, которая посвящена самопознанию. В песне «God Save the USA» критикуется правительство США и упоминается группа Sex Pistols. Линдберг сказал, что эта песня посвящена «отказу правительства защищать наши важнейшие природные ресурсы». В песне «Something to Change» в стиле скейт-панк говорится о скуке. «Salvation» напоминает творчество Bad Religion, группы-партнёра по лейблу. Темп «Look Who You Are» напоминает более ранний материал группы. В «Falling Down» Линдберг затрагивает тему старения и наступления среднего возраста.
«Holiday in the Sun» больше всего напоминает материал альбома Land of the Free?. «This Is Only a Test» обрамлена акустическими вступлениями и заключениями. Автор статьи в PopMatters Кристин Кланк сказала, что акустический аккомпанемент «обеспечивает подходящее начало для песни, в которой говорится о склонности людей возводить вокруг себя стены из „высокомерия“». «Rise Up» — о том, что нужно нести ответственность за свои поступки. «Yesterdays» — самая медленная песня в альбоме, в ней звучит фортепиано. Альбом завершается песней «Judgement Day», которая, по словам Клунка, предупреждает слушателей о том, что «мир больше не принадлежит нам, что мы повеселились вдоволь и пора осознать, что вмешательство в равновесие планеты имеет последствия».

## Выпуск и продвижение
3 июня 2003 года было объявлено, что альбом From the Ashes выйдет через три месяца; одновременно с этим в интернете был опубликован трек-лист. В начале-середине июля и в конце июля — начале августа 2003 года группа выступила на Warped Tour. 4 августа 2003 года песня «God Save the USA» стала доступна для бесплатного скачивания. «Waiting» была опубликована на сайте группы 13 августа 2003 года, а 19 августа 2003 года её начали транслировать по радио. До конца месяца группа гастролировала по Европе, в том числе выступала на фестивалях в Рединге и Лидсе. Альбом From the Ashes был выпущен 9 сентября 2003 года на лейбле Epitaph Records. Соум Шах из The Cannabist сказал, что альбом способствовал «возрождению политизированного панк-рока, записанного во время президентства Джорджа Буша-млад.», наряду с альбомами The War on Errorism и The Terror State (2003 г.) группы Anti-Flag. В альбом From the Ashes вошёл DVD с записями студийных выступлений, концертами и трейлером к грядущему видеоальбому; он продвигался с помощью нескольких концертов по всей Калифорнии. 3 октября 2003 года группа выступила в прямом эфире на шоу Джимми Киммела. Они взяли небольшой перерыв, так как у Линдберга и его жены родился ребёнок.
Pennywise выступили на фестивале Smoke Out в ноябре 2003 года и на рождественском фестивале KROQ Almost Acoustic в следующем месяце. В канун Нового 2003 года и в Новый 2004 год группа выступила на фестивале Falls в Австралии. В январе и феврале 2004 года они отправились в тур по США; на январских концертах выступали Mad Caddies и Stretch Arm Strong, а на февральских — Guttermouth и Stretch Arm Strong. 7 апреля 2004 года Pennywise выступили на шоу The Late Late Show с Крейгом Килборном. Вскоре после этого они отыграли несколько концертов с группами Authority Zero и Autopilot Off в мае 2004 года. Pennywise гастролировали по Европе в рамках тура Deconstruction, который продлился до июня. Затем они отправились в короткие туры по Канаде и Японии, а также отыграли разовое шоу на Гавайях. В августе 2004 года группа выступила на фестивале Moto Music Mayhem в Канаде, а в ноябре 2004 года — на фестивале Holiday Havoc в США. Они завершили год выступлениями в Бразилии на фестивалях 89FM и Radio Cidede.

## Отзывы критиков
| Оценки критиков    | Оценки критиков |
| Источник           | Оценка          |
| ------------------ | --------------- |
| AllMusic           | [ 17 ]          |
| Blender            | [ 25 ]          |
| The Boston Phoenix | [ 52 ]          |
| Drowned in Sound   | [ 28 ]          |
| IGN                | 5.4/10          |
| Kerrang!           | [ 27 ]          |
| Ox-Fanzine         | 9/10            |
| Punknews.org       | [ 23 ]          |
| Revolver           | [ 54 ]          |
| Rock Hard          | 7.5/10          |

Альбом From the Ashes получил неоднозначные отзывы музыкальных критиков. Лофтус сказал, что это было «приятное, энергичное возвращение к форме после нескольких более слабых попыток». Хокланд сказал, что, хотя «трудно не сравнивать From the Ashes с Land of the Free?», последний альбом не обязательно выигрывает от такого сравнения", объяснив, что группа «более уверенно чувствует себя в своих новообретённых социальных комментариях». Джеймс Шерри из Kerrang! похвалил группу за то, что они «твёрдо придерживаются формулы, которая привела их к успеху», поскольку их «мелодичная панк-формула по-прежнему звучит свежо и полно жизни». Обозреватель The Boston Phoenix Шон Ричардсон сказал, что группа «играет на своих сильных сторонах», имея в виду «невротический вой» Линдберга и «максимально эффектное» панк-звучание. Винни Апичелла из In Music We Trust сказал, что альбом «звучит на скорости Mach-1 с мелодичностью, осознанностью и отточенной музыкальностью, которые безошибочно узнаваемы как панк, но при этом угрожающе оскорбительны для быстро говорящих менеджеров крупных лейблов с раздутыми бюджетами». Рэнди Флейм из Ox-Fanzine написал, что группа «остаётся верной себе, и это хорошо». Он добавил, что каждый трек «соответствует критериям „запоминающегося“ и „опьяняющего“», в то время как Джефф Перл из Revolver сказал, что Дрэгг «по-прежнему выдаёт такие же грубые, быстрые риффы, которые сделали Pennywise героями инди-панка десять лет назад». Рецензент Rock Hard Майкл Ренсен отметил, что их последние несколько релизов «звучат довольно похоже», а From the Ashes предлагает слушателям «очень мелодичный, социально-критический каликорн». Майк Верзелла из Mxdwn посчитал, что это «возвращает воспоминания о поездках с парнями и прыжках на концертах».
Стюарт Грин из Exclaim! сказал, что «14 треков — это именно то, чего мы ожидали. Хотя это может показаться застоем и неспособностью группы развиваться, есть что-то успокаивающее» в том, что группа может «смотреть на вещи объективно». Автор IGN Ник Мэдсен сказал, что, будучи давним поклонником группы, он «ожидал, что новый альбом покажет признаки развития, но, к сожалению, этого не произошло». Похвалив тексты песен за то, что они «более зрелые и кажутся более сфокусированными», он раскритиковал структуру песен за то, что они «те же самые, звучание то же самое, и, честно говоря, формула становится немного устаревшей». Punknews.org сотрудник группы Джим написал, что альбом «по-прежнему звучит как у Pennywise, но есть небольшие нюансы, которые отличают его от пары их предыдущих альбомов». Помимо необычного трека, он отметил, что остальная часть альбома была «солидной, а некоторые песни даже соответствовали более старому материалу группы». Он посчитал, что «политические тексты кажутся менее надуманными» по сравнению с предшественником альбома. Автор Punk Planet Ари Джоффе сказал, что в альбоме есть «несколько хороших панк-мелодий, которые можно петь хором», но в основном он «вызывает двойственные чувства <…> на мой вкус, он слишком жёсткий». Кристин Кланк назвала его «солидным вкладом в их каталог», но признала, что в нём «не так много разнообразия, мало что выходит за рамки стереотипных черт панка». Сотрудники Modern Fix придерживались схожего мнения, заявив, что в нём «очень мало экспериментов со звуком и формулой, и вы почти жалеете, что Pennywise не нашли мотивации по-новому взглянуть на вещи». Автор статьи для Drowned in Sound Мэт Хокинг посчитал, что при повторном прослушивании песни кажутся слабее, чем треки из альбомов About Time, Full Circle или их пятого студийного альбома Straight Ahead (1999 г.), «и поэтому начинаешь жалеть, что они не экспериментировали чуть больше». Вадхарми счёл треки «очень похожими и поразительно напоминающими предыдущие альбомы». Он добавил, что «тексты лучше, чем в среднем, затрагивают важные темы, но редко касаются непристойностей». Ник Катуччи из Blender сказал в контексте Blink-182 и NOFX: «Эти группы привносят в микс юмор и теплоту; Pennywise по-прежнему полагается на формальные антиправительственные гимны».

## Список композиций
Авторы песен — группа Pennywise.
| №                   | Название              | Длительность |
| ------------------- | --------------------- | ------------ |
| 1.                  | «Now I Know»          | 2:59         |
| 2.                  | «God Save the USA»    | 3:06         |
| 3.                  | «Something to Change» | 2:41         |
| 4.                  | «Waiting»             | 2:59         |
| 5.                  | «Salvation»           | 2:42         |
| 6.                  | «Look Who You Are»    | 3:05         |
| 7.                  | «Falling Down»        | 2:56         |
| 8.                  | «Holiday in the Sun»  | 3:06         |
| 9.                  | «This Is Only a Test» | 2:57         |
| 10.                 | «Punch Drunk»         | 3:10         |
| 11.                 | «Rise Up»             | 2:47         |
| 12.                 | «Yesterdays»          | 3:34         |
| 13.                 | «Change My Mind»      | 2:09         |
| 14.                 | «Judgment Day»        | 2:49         |
| Общая длительность: | Общая длительность:   | 41:00        |

## Участники записи[8]
| Pennywise - Джим Линдберг — вокал - Флетчер Драгги — гитара - Рэнди Брэдбери — бас-гитара - Байрон МакМакин — барабаны | Производственный персонал - Дариан Рандалл — продюсер, звукоинженер - группа Pennywise — продюсеры Художественное оформление - WWW.Clark-Studios.com — арт-директор, дизайн |

## Чарты
| Чарт (2003 г.)                     | Позиция в чартах |
| ---------------------------------- | ---------------- |
| Австралия (ARIA)                   | 13               |
| Франция (SNEP)                     | 130              |
| Германия (Offizielle Top 100)      | 77               |
| Новая Зеландия (RMNZ)              | 47               |
| Швейцария (Schweizer Hitparade)    | 47               |
| США (Billboard 200)                | 54               |
| США (Billboard Independent Albums) | 4                |